# Неарктика

Неарктика на карте мира

Неа́рктика (от Nearctis — Неарктическое царство или область) — одна из двух зоогеографических областей суши, на которые иногда подразделяют Голарктику (вторая область — Палеарктика). Один из крупных биогеографических регионов Земли.

## География
Неарктика охватывает почти всю Северную Америку, Гренландию, а также мексиканское высокогорье. Не входящие в неё части обоих американских континентов относятся к Неотропике.
Северная и Южная Америка, соединённые в наше время Панамским перешейком, 180 миллионов лет назад были отделены друг от друга. На них развивались совершенно разные виды растений и животных. В то время как Северная Америка была частью северного суперконтинента Лавразия, Южная Америка относилась к южному суперконтиненту Гондвана. После образования Атлантического океана Северная Америка откололась от будущей Евразии, однако впоследствии вновь соединилась с ней через естественный мост на месте сегодняшнего Берингова пролива. Это позволило обоим континентам в очередной раз «уравнять» многие виды флоры и фауны. Поэтому у Неарктики и Палеарктики сегодня имеется много общих биологических видов и их нередко объединяют в общую экологическую зону Голарктика.

## Флора
Флора царства содержит 8 эндемичных семейств. Из них одно — Gyrothiraceae из печёночников — свойственно Кордильерской области, 2 — Hydrastidaceae (близки к лютиковым) и Leitneriaceae (1 вид — пробковое дерево Leitneria floridana) произрастают в Миссисипской области.
В Сонорской области распространены 5 эндемичных семейств — Crossosomataceae, Fouquieriaceae (наиболее известен ксерофильный колючий кустарник «окотильо» — Fouquieria splendens), Koeberliniaceae и Pterostemonaceae.

## Фауна
Тем не менее, многие крупные животные, такие как лошадь, верблюд, мамонт, мастодонт, саблезубый тигр и короткомордый медведь, вымерли в Неарктике в эпоху последнего ледникового периода. Одновременно началось её заселение человеком. Освободившиеся экологические ниши смогли занять такие виды, как бизон, гризли и вапити.
Семейства, вышедшие из Неарктики:
- Волчьи (собаки, волки, лисицы, койоты)
- Верблюдовые (верблюды, ламы)
- Лошадиные (лошади, ослы)
- Вилорогие (вилорог)

Гепард также изначально появился в Северной Америке и распространился в Азию и Европу, однако сегодня встречается почти исключительно в Африке. Короткомордые медведи встречались только в Северной Америке. Их единственным выжившим близким родственником сегодня является живущий в Южной Америке очковый медведь.
Характерно отсутствие в Неарктике грызунов семейства мышиные (исключая обычных синантропов — крыс и домовых мышей), компенсируемое обилием и разнообразием семейства хомяковые.